# Bartel Leendert van der Waerden

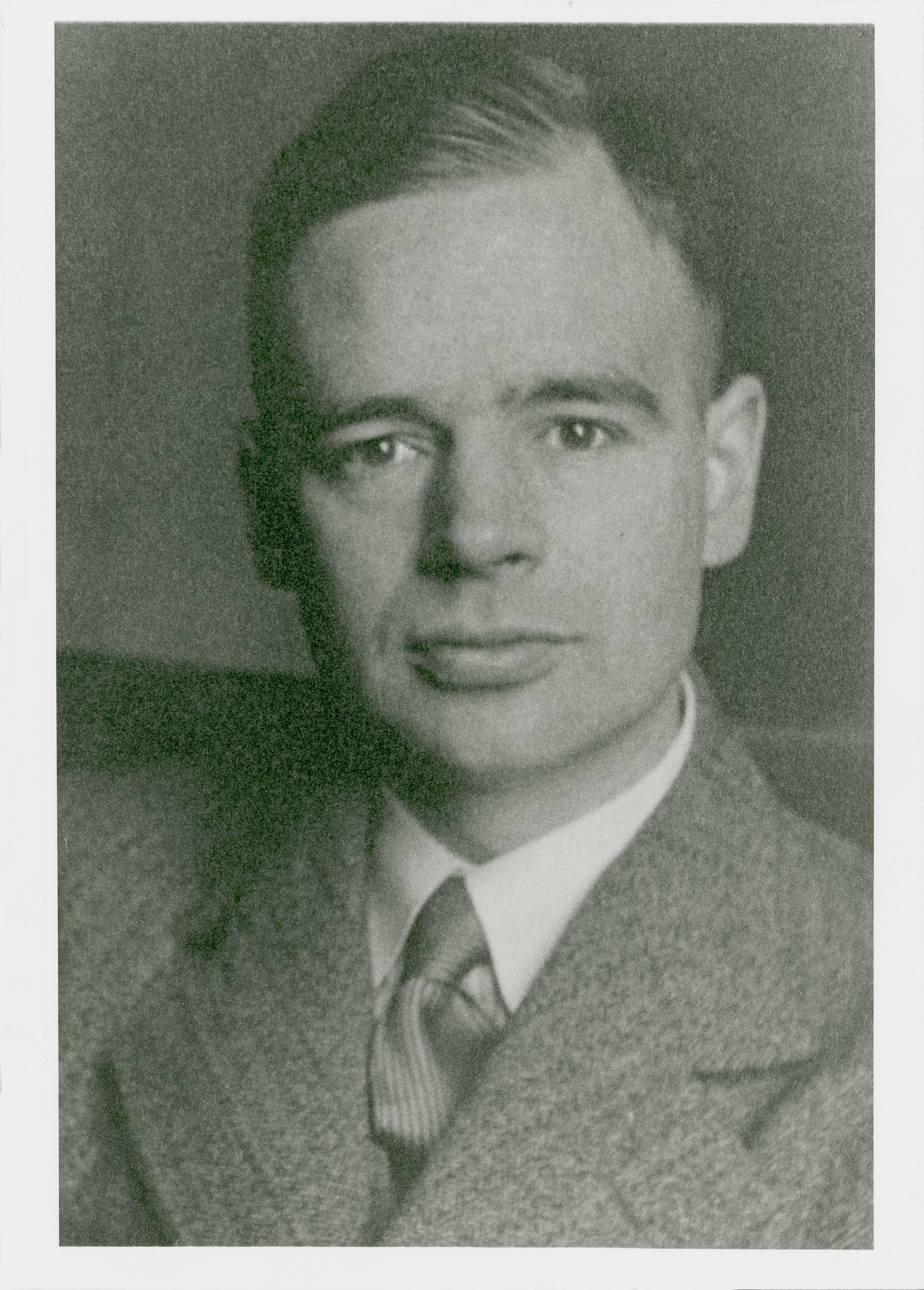
Bartel Leendert van der Waerden

Bartel Leendert van der Waerden (/ʋardə(n)/) (* 2. Februar 1903 in Amsterdam; † 12. Januar 1996 in Zürich) war ein niederländischer Mathematiker.

## Leben
Van der Waerden wurde als Sohn des studierten Bauingenieurs und Mathematiklehrers  Theodorus van der Waerden und von Dorothea Adriana Endt geboren. Er zeigte schon relativ früh eine mathematische Begabung. 1919 begann er ein Studium der Mathematik in Amsterdam. Er hörte bei Gerrit Mannoury, Roland Weitzenböck, Luitzen Egbertus Jan Brouwer und Hendrik de Vries, legte 1924 sein Doctoraalexamen ab und wurde 1926 bei de Vries in Amsterdam über die Grundlagen der abzählenden Geometrie (Schubert-Kalkül) promoviert (De algebraiese grondslagen der meetkunde van het aantal). Dazwischen war van der Waerden ab 1924 in  Göttingen, wo er u. a. bei Emmy Noether (Algebra), bei Hellmuth Kneser (Topologie) und mathematische Methoden der Physik bei Richard Courant (nach dem Lehrbuch von Courant-Hilbert) hörte.
Er war nach der Promotion 1926 ein Jahr in Hamburg (wo er bei Emil Artin, Otto Schreier und Erich Hecke hörte) und habilitierte sich 1927 in Göttingen, wo er Assistent von Richard Courant war. Im Wintersemester 1927/28 hielt er seine erste Vorlesung in Göttingen über Idealtheorie. Damals war er an einer exakten Begründung der algebraischen Geometrie mit Methoden der modernen Algebra interessiert, die sein Hauptarbeitsgebiet wurde. In der algebraischen Geometrie gab es zwar eine Fülle schöner geometrischer Resultate, die aber nicht streng bewiesen waren (zum Beispiel im abzählenden Kalkül von Schubert oder in den Arbeiten der italienischen Schule um Francesco Severi, Guido Castelnuovo, Federigo Enriques). Auch andere Mathematiker arbeiteten in Konkurrenz zu van der Waerden daran, so in den 1940er Jahren André Weil und in den USA Oscar Zariski, deren Arbeiten später diejenigen von van der Waerden zu dessen Leidwesen in den Schatten stellten.
1928 wurde er Professor in Groningen. 1929 heiratete er Camilla Rellich, die Schwester von Franz Rellich, die er aus Göttingen kannte und mit der er drei Kinder hatte. In Groningen arbeitete er an seinem bekannten Algebra-Lehrbuch, das aus Vorlesungen von Artin und Emmy Noether entstand und dessen erster Band zuerst 1930 erschien. Von 1931 bis 1945 war er Professor am Mathematischen Institut der Universität Leipzig und dessen Direktor. Die gleichzeitige Anwesenheit Werner Heisenbergs und ein Interesse für Quantenmechanik hatten ihn dorthin gezogen. Das Buch Die gruppentheoretische Methode in der Quantenmechanik entstand dort aus gemeinsamen Seminaren. In den 1940er Jahren bekam er in Deutschland Schwierigkeiten, da er seine niederländische Staatsbürgerschaft nicht aufgeben wollte. Während der deutschen Besatzung 1942 beging seine Mutter in den Niederlanden Suizid (sein Vater starb schon 1940 an Krebs). Während der schweren Bombenangriffe auf Leipzig wich er mit der Familie zeitweise nach Dresden und Umgebung und kurz vor Kriegsende nach Österreich aus. 1945 ging er wieder nach Amsterdam. Er arbeitete auf Vermittlung von Hans Freudenthal für Shell in Den Haag und ab dessen Gründung 1946 auch im Mathematisch Centrum in Amsterdam, wo er die angewandte Mathematik vertrat. 1947/8 ging er an die US-amerikanische Johns Hopkins University, an der er eine Professur aber ausschlug (und stattdessen dafür seinen Schüler Wei-Liang Chow vermittelte), und war ab 1948 außerordentlicher und ab 1950 ordentlicher Professor an der Universität Amsterdam, obwohl Brouwer dies zu verhindern suchte. Eine Berufung nach Göttingen schlug er 1949 wie auch andere Rufe aus, nutzte diese aber, um seine Stellung in Amsterdam zu verbessern. 1951 ging er an die Universität Zürich, wo der Lehrstuhl von Rudolf Fueter vakant geworden war, und lehrte dort bis zur Emeritierung 1972. Er blieb aber weiter als Mathematikhistoriker wissenschaftlich aktiv.

## Wirken
Bekannt wurde er durch sein zweibändiges Lehrbuch der Algebra, dessen erste Auflage 1930 unter dem Titel Moderne Algebra erschien und auf den Vorlesungen von Emil Artin und Emmy Noether basiert. Als erstes Lehrbuch vollzog es konsequent die im frühen 20. Jahrhundert stattfindende Wandlung der Algebra weg von konkreten Rechentechniken hin zur Untersuchung abstrakter Strukturen. Dies machte es für viele Jahrzehnte zu einem einflussreichen Standardwerk.
In einer langen Artikelserie in den Mathematischen Annalen versuchte er die Algebraische Geometrie der italienischen Schule um Francesco Severi, Federigo Enriques u. a. und den „Abzählenden Kalkül“ von Hermann Schubert auf eine strenge, rein algebraische Basis zu stellen, wurde hierin aber von André Weil u. a. „überholt“.
Er befasste sich auch mit der Anwendung der Elementargeometrie, den Axiomen der Geometrie, Statistik, Topologie, Zahlentheorie und anderem, so dass man ihn als einen der letzten Generalisten der Mathematik bezeichnen kann. Gleichzeitig mit Ernst Witt u. a. gab er eine geometrische Beschreibung der Klassifikation der Lie-Algebren. Der Satz von Van der Waerden ist ein wichtiger Satz der Ramsey-Theorie, einem Gebiet der Kombinatorik.
Mit Kurt Schütte bewies er 1953 das Kusszahl-Problem in drei Dimensionen, dass sich eine Zentralkugel maximal mit zwölf weiteren gleich großen Kugeln berühren kann. Vermutet hatte dies schon Isaac Newton, während David Gregory meinte, es wären 13.
Außerdem war er auch ein führender Wissenschaftshistoriker, der sich insbesondere mit antiker griechischer Mathematik (und darüber hinaus bis nach Indien) und Astronomie und der Geschichte der Algebra befasste.
Seit 1951 war er korrespondierendes Mitglied der Bayerischen Akademie der Wissenschaften. 1960 wurde er zum Mitglied der Deutschen Akademie der Naturforscher Leopoldina und 1966 zum korrespondierenden Mitglied der Göttinger Akademie der Wissenschaften gewählt. Er war Mitglied der Königlich Niederländischen Akademie der Wissenschaften und der Königlichen Akademie der Wissenschaften und Schönen Künste von Belgien. Van der Waerden wurde am 12. Januar 1996 zum Ehrenmitglied der Sächsischen Akademie der Wissenschaften gewählt. 1961 wurde er Ehrendoktor der Universität Athen und 1985 der Universität Leipzig. Im Jahr 1969 erhielt er die Cothenius-Medaille der Leopoldina. 1973 erhielt er den Orden Pour le Mérite für Wissenschaften und Künste. Er war lange Zeit (ab 1934) Herausgeber der Mathematischen Annalen, war Mitherausgeber der Grundlehren der mathematischen Wissenschaften und von Archive for the history of exact sciences. 1970 war er Invited Speaker auf dem Internationalen Mathematikerkongress in Nizza (The foundation of algebraic geometry from Severi to André Weil).
Zu seinen Doktoranden zählen Hans Richter, Wei-Liang Chow, David van Dantzig, Erwin Neuenschwander, Günther Frei, Guerino Mazzola, Herbert Seifert.

## Schriften
- Algebra. 2 Bände. 9. Auflage. Springer, 1993 (in älteren Auflagen Moderne Algebra genannt, zuerst 1930/1931)
- Einführung in die Algebraische Geometrie. Springer, 1973 (Reprint einer Serie von Zeitschriftenartikeln, zuerst 1939).
- Gruppen von linearen Transformationen. Springer, 1935.
- Mathematische Statistik. Springer, 1971.
- Erwachende Wissenschaft. Band 1: Ägyptische, babylonische und griechische Mathematik. Birkhäuser 1956, 2. Auflage 1966 (zuerst niederländisch 1950, englische Ausgabe Science Awakening. 1954). Band 2: Anfänge der Astronomie, Groningen, Noordhoff 1965, 2. Auflage, Birkhäuser 1980.
- Die Pythagoreer. Religiöse Bruderschaft und Schule der Wissenschaft, Artemis, 1979.
- Die Astronomie der Griechen. Eine Einführung. Wissenschaftliche Buchgesellschaft, 1988.
- Geometry and algebra in ancient civilizations, Springer 1983,
- A history of Algebra. Springer, 1985
- Group theory and quantum mechanics. 2. Auflage. Springer 1986 (deutsch: Die gruppentheoretische Methode in der Quantenmechanik. Springer 1932).
- (Hrsg.): Sources of quantum mechanics. 1967. Reprint dover 2007 (Nachdruck wichtiger Arbeiten der Quantenmechanik mit historischer Einleitung von van der Waerden).
- Mathematik für Naturwissenschaftler. BI Hochschultaschenbuch, 1975.
- Meine Göttinger Lehrjahre. In: Mitteilungen der DMV. Band 5 (1997), Heft 2 (Vortrag von 1979), doi:10.1515/dmvm-1997-0208.
- Die Arithmetik der Pythagoräer. Teil 1. Teil 1. Mathematische Annalen. 1947/1949. Teil 2.
- Zenon und die Grundlagenkrise der griechischen Mathematik. Mathematische Annalen. 1940/1941.
- mit Kurt Schütte: Das Problem der dreizehn Kugeln. Mathematische Annalen. 1952.
- Spinoranalyse. Nachr. Akad. Göttingen. 1928.
- Die Klassifikation der einfachen Lieschen Gruppen. Mathematische Zeitschrift. 1933.
- Über die Wechselwirkung von Mathematik und Physik. Elemente der Mathematik. 1973.
- Einfall und Überlegung in der Mathematik. Teil 1. Elemente der Mathematik. 1954. Teil 2 und Teil 3
- Die Algebra seit Galois. Jahresbericht DMV. 1966.
- Die Astronomie der Pythagoreer. Amsterdam 1951.